# Armando Madeira Bastos
Armando Madeira Basto foi um intelectual relevante no contexto da educação e da cultura piauienses, cocriador da Ordem do Mérito Renascença do Piauí. Armando foi ainda o jornalista chefe da Assessoria de Imprensa durante o governo de Alberto Silva, entre 15 de março de 1971 e 15 de março de 1975.